# Judy Tyler
Judy Tyler, född 9 oktober 1932 i Milwaukee, Wisconsin som Judith Mae Hess, död i en trafikolycka 3 juli 1957 nära Rock River, Wyoming, var en amerikansk skådespelare.
Judy Tyler blev mest känd som Elvis Presleys motspelare i filmen Jailhouse Rock från 1957. Efter att ha avslutat inspelningen av filmen lämnade hon och maken Greg Lafayette Los Angeles för att köra hem till sin lägenhet på Manhattan. Den 3 juli 1957 kolliderade de med sin bil längs U.S. Route 30 nära Rock River i Wyoming. Tyler avled omedelbart och hennes make dog påföljande dag på ett sjukhus i Laramie, Wyoming.
Jailhouse Rock hade premiär den 17 oktober 1957 i Memphis, Tennessee, drygt tre månader efter Judy Tylers död.